# Togo
El Togo, oficialment República Togolesa, és un país de l'Àfrica Occidental, que limita amb Ghana a l'oest, Benín a l'est, Burkina Faso al nord i el golf de Guinea al sud. La capital n'és Lomé.

## Història
La història occidental no té constància de què succeí al Togo abans de l'arribada dels portuguesos a finals del segle xv. Durant el període comprès entre el segle xi i el segle xvi, hi irromperen diverses tribus de tot arreu: els ewe de Nigèria i Benín, i els mina i els guin de Ghana. La majoria s'assentaren en zones costaneres. Quan el comerç d'esclaus començà de veres al segle xvi, els mina van ser els qui se'n beneficiaren més. Durant els següents 200 anys, la regió costanera va ser un gran centre de saqueig per als europeus en cerca d'esclaus, guanyant-se el Togo i les regions del voltant el nom de "la Costa dels esclaus".
En un tractat de 1884 signat a Togoville, Alemanya va declarar protectorat seu una franja de territori al llarg de la costa i gradualment va estendre el seu domini cap a l'interior. Aquest lloc esdevingué el 1905 la colònia alemanya de Togolàndia. Després de la I Guerra Mundial, es va dividir en dos mandats de la Societat de Nacions administrats pel Regne Unit i França. Després de la II Guerra Mundial, aquests mandats van passar a ser territoris fideïcomissaris de les Nacions Unides. Els resident de la Togolàndia britànica votaren per a unir-se a la Costa d'Or i formar la nova nació independent de Ghana, i la Togolàndia francesa va passar a ser una república autònoma dins de la Unió Francesa. La independència vingué el 27 d'abril de 1960 gràcies a Sylvanus Olimpio, mort després per Gnassingbé Eyadema, qui va ocupar el seu lloc i va prendre el poder el 13 de gener de 1967. Gnassingbé Eyadema va morir a principis de 2005 després de 38 anys al poder, havent sigut el dictador africà que ha governat durant més temps. La immediata, però curta, instal·lació militar del seu fill, Faure Gnassingbé, com a president va causar una extensa condemna internacional. Gnassingbé deixà el poder i va convocar eleccions, les quals va guanyar dos mesos després. L'oposició va declarar que les eleccions havien estat fraudulentes. Els desenvolupaments de 2005 dugueren a tornar-se a qüestionar el compromís de democràcia que el Togo havia contret en un intent de normalitzar les relacions amb la UE, que tallà les ajudes el 1993 per la precarietat de la situació dels drets humans. A més a més, fins a 400 persones van ser assassinades per la violència política que envoltava les eleccions presidencials, segons l'ONU. Al voltant de 40.000 togolesos van fugir a països veïns.
A les acaballes de 1979, Eyadéma va declarar la instauració d'una tercera república a Togo, que comportaria la transició cap a un règim civil amb un gabinet format per civils i militars. Eyadéma va obtenir el 99,97% dels vots en les eleccions presidencials de 1979 i 1980, en què no va tenir opositors. La nova constitució dotava la República Togolesa d'una nova Assemblea Nacional, que serviria principalment com a cos consultiu. Eyadéma va ser reelegit el 1986 per a un període de 7 anys, amb 99,5% dels vots, en altres eleccions sense oposició. El 23 de setembre de 1986 un grup de més de 60 togolesos dissidents armats del Moviment per la Democràcia del Togo (MTD) van atacar Lomé des de Ghana, en un intent per acabar amb el règim d'Eyadéma. La incursió d'aquests opositors no va tenir èxit. El 28 de setembre Zaire va enviar tropes a donar suport al govern. La seva política es va caracteritzar per l'autoritarisme, per la supremacia de les ètnies del nord (d'on provenien la majoria d'oficials de l'exèrcit) sobre els ewes del sud i per un liberalisme econòmic que va menar a la corrupció i al descontentament de les classes populars. L'any 1991, Eyadéma va haver de cedir part del seu poder, es va implantar el pluripartidisme i l'estat va entrar en una fase de democratització, pertorbada per diversos intents de cop d'estat militar i per enfrontaments sagnants entre les ètnies del sud i del nord. El 1993, Eyadéma va ser reelegit, en unes eleccions boicotades per l'oposició.
Constitució
El 27 de setembre de 1993, es va aprovar en un referèndum una nova Constitució multipartidista. Aquesta atribueix el poder executiu al president i fa recaure el poder legislatiu en una Assemblea Nacional formada per 81 membres. Tant l'Assemblea com el president són elegits per a un període de cinc anys. Segons aquesta Constitució, el president és l'encarregat de designar el primer ministre, i aquest als altres ministres.

## Geografia

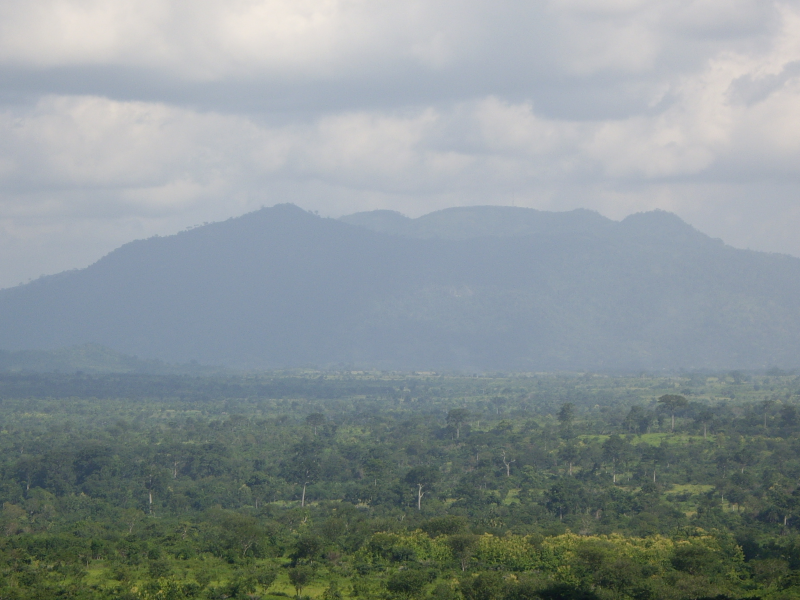
El Mont Agou, el punt més alt de Togo

El Togo és un país de 56.785 km² ubicat a l'Àfrica Occidental amb gairebé 1.700 km de fronteres amb Burkina Faso, Ghana i Benín. El punt més alt del país és el mont Agou (984 m).
Al nord el terreny es caracteritza per una sabana suau, en contrast amb el centre del país, que es caracteritza per estar format per turons. D'altra banda, les zones del Sud estan cobertes per espesses selves tropicals i les llacunes costaneres envoltades per pantans.

### Clima

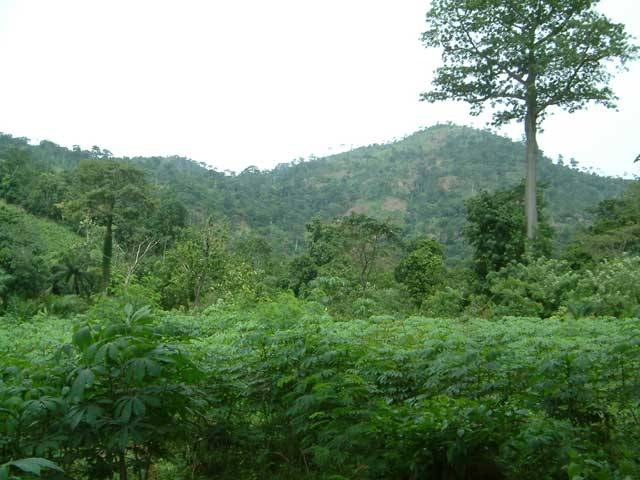
Selva equatorial de l'interior del país.

El clima de Togo tot i la seva petita extensió és molt variat. Al nord el clima és subtropical mentre que al sud el clima és subequatorial humit. La temperatura mitjana és de 27 °C, encara que amb petites variants segons l'alçada, i la proximitat al mar. L'estació plujosa comença a l'abril o al maig i acaba cap al mes de novembre.

### Flora i fauna
La costa de Togo es caracteritza pels pantans i els manglars; al sud-oest, destaca el bosc tropical, i a l'interior hi predomina la sabana. L'elevat creixement demogràfic està portant a una ràpida desforestació, posant en perill d'extinció moltes espècies; per aquesta raó, s'han obert diversos parcs nacionals. Els animals observats amb més freqüència són girafes, búfals d'aigua, rinoceronts, hienes, facoquers i papions, i en menor mesura, elefantes i lleons. Les aus més comunes són cigonyes, grues i marabús.

## Divisió administrativa
Administrativament, el Togo s'organitza en 5 regions que se subdivideixen en 39 prefectures, i aquestes mateixes estan subdividides en 117 comunes.
Les regions són:
| Regió     | Nom oficial en francès | Superfície (km²) | Capital  |
| --------- | ---------------------- | ---------------- | -------- |
| Marítima  | Région Maritime        | 6.395            | Lomé     |
| Altiplans | Région des Plateaux    | 16.974           | Atakpamé |
| Central   | Région Centrale        | 13.182           | Sokodé   |
| Kara      | Région de la Kara      | 11.631           | Kara     |
| Sabanes   | Région des Savanes     | 8.603            | Dapaong  |

Prefectures
A continuació es mostra la llista de prefectures, la seva capital i la seva població, per regió.
| Regions              | Prefectures                  | Seu            | Població |
| -------------------- | ---------------------------- | -------------- | -------- |
| Regió marítima       | Ave Prefecture               | Keve           | 93 181   |
| Regió marítima       | Prefectura del Golf          | Lomé           | 681.696  |
| Regió marítima       | Prefectura dels Llacs        | Aneho          | 161.000  |
| Regió marítima       | Vo Prefecture                | Vogan          | 195.245  |
| Regió marítima       | Prefectura de Yoto           | Tabligbo       | 155.000  |
| Regió marítima       | Prefectura de Zio            | Tsévié         | 276.456  |
| Regió marítima       | Prefectura de Bas-Mono       | Afagnan        | 83.163   |
| Regió marítima       | Prefectura d'Agoè-Nyivé      | Agoè-Nyive     |          |
| Regió dels Altiplans | Prefectura d'Agou            | Agou-Gadjepe   | 76.000   |
| Regió dels Altiplans | Prefectura d'Akébou          | Kougnohou      |          |
| Regió dels Altiplans | Prefectura d'Amu             | Amlamé         | 76.000   |
| Regió dels Altiplans | Prefectura d'Anié            | Anie           |          |
| Regió dels Altiplans | Prefectura de Danyi          | Danyi-Apéyémé  | 37.000   |
| Regió dels Altiplans | Prefectura de Mono-Est       | Elavagnon      | 67.000   |
| Regió dels Altiplans | Prefectura de Haho           | Notat          | 165.000  |
| Regió dels Altiplans | Prefectura de Kloto          | Kpalime        | 161.000  |
| Regió dels Altiplans | Prefectura Mitjana de Mono   | Tohoun         | 62.000   |
| Regió dels Altiplans | Prefectura d'Ogou            | Atakpame       | 220.000  |
| Regió dels Altiplans | Prefectura de Wawa           | Badou          | 143.000  |
| Regió dels Altiplans | Prefectura de Kpélé          | Adeta          |          |
| Regió Central        | Prefectura de Blitta         | Blitta         | 99.000   |
| Regió Central        | Prefectura de Mo             | Djarkpanga     |          |
| Regió Central        | Prefectura de Sotouboua      | Sotouboua      | 124.000  |
| Regió Central        | Prefectura de Tchamba        | Tchamba        | 74.000   |
| Regió Central        | Prefectura de Tchaoudjo      | Sokode         | 152.000  |
| Regió de la Kara     | Prefectura de Kozah          | Kara           | 185.000  |
| Regió de la Kara     | Prefectura d'Assoli          | Bafilo         | 45.000   |
| Regió de la Kara     | Prefectura de Bassar         | Bassar         | 92.000   |
| Regió de la Kara     | Prefectura de Binah          | Pagouda        | 58.000   |
| Regió de la Kara     | Prefectura de Dankpen        | Guérin-Kouka   | 65.000   |
| Regió de la Kara     | Prefectura de Doufelgou      | Niamtougou     | 73.000   |
| Regió de la Kara     | Prefectura de Kéran          | Kandé          | 62.000   |
| Regió de les Sabanes | Prefectura de Cincassé       | Cinkasse       |          |
| Regió de les Sabanes | Prefectura de Kpendjal       | Mandouri       | 104.000  |
| Regió de les Sabanes | Prefectura de Kpendjal-Ouest | Naki-East      |          |
| Regió de les Sabanes | Prefectura d'Oti             | Sansanné-Mango | 119.000  |
| Regió de les Sabanes | Prefectura d'Oti-Sud         | Gando          |          |
| Regió de les Sabanes | Prefectura de Tandjouaré     | Tandjouaré     | 80.000   |
| Regió de les Sabanes | Prefectura de Tône           | Dapaong        | 239.000  |

## Economia
La petita economia subsahariana del Togo és en gran manera dependent de l'agricultura tant comercial com de subsistència. El 65% de la població depèn d'aquest sector, que representa el 41% del PIB. Els cultius principals són el cafè, el cacau i el cotó, que tots plegats generen més o menys el 30% dels ingressos per exportacions. El Togo és autosuficient pel que fa a béns d'alimentació bàsics quan les collites són normals, amb dificultats de subministrament ocasionals.
Al sector industrial, l'extracció de fosfats a les mines és, de lluny, l'activitat més important amb uns 60 milions de Tm en reserves, del qual se n'extreu una mica més d'1 milió anual, encara que ha patit un retrocés pel col·lapse dels preus de fosfat mundials i per la creixent competència internacional. El Togo arrossega un deute important pel procés d'industrialització que va emprendre en els anys 70 del segle xx.
El comerç està circumscrit gairebé en exclusiva a Lomé, que mitjançant el port canalitza la majoria de les exportacions i importacions a Mali, Níger i Burkina Faso. El país està pendent de la condonació de tot o part del deute extern, segons la política empresa per la Unió Europea i els Estats Units. L'INB per habitant són 380 dòlars (Banc Mundial, 2005).

## Demografia

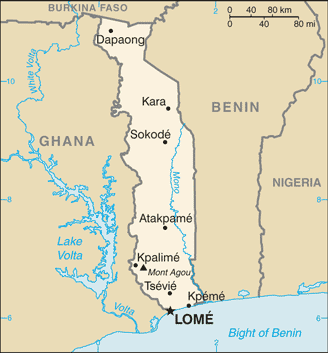
Mapa del Togo (en anglès)

En l'any 2007 el Togo tenia 5.700.000 habitants. El 99% de la població és d'ètnia negra, i l'1% restant és blanca (europeus o descendents). L'idioma oficial és el francès. L'esperança de vida és de 57 anys. La mitjana de fills per dona és de 4,9. El 60,9% de la població està alfabetitzada. Es calcula que el 4,1% de la població està infectada amb el virus de la sida.
Prop de 40 grups ètnics formen la població de Togo, entre els quals destaquen els ewes (46%) pel sud i els kabres (22%) pel nord, que mantenen una forta enemistat. Aquest fet és comú en diversos països d'Àfrica, on les desigualtats ètniques desemboquen en lluites constants.
El Togo ocupa un lloc bastant baix al rànquing de l'IDH elaborat per l'ONU: està al lloc 139 dels 173 països analitzats.
En el cens de l'any 2017, les principals ciutats del pais eren respectivament:
- Lomé: 2.133.579 habitants;
- Sokodé: 104.708 habitants;
- Kara: 108.708 habitants;
- Kpalimé: 84.984 habitants;
- Atakpamé: 77.284 habitants;
- Bassar: 64.888 habitants;
- Tsévié: 58.090 habitants;
- Aného: 49.716 habitants;
- Mango: 39.568 habitants;
- Dapaong: 34.178 habitants.

## Llengües i etnologia

### Grups ètnics
- Watxis. 740.000 a Togo, a la regió Marítima.[12]

### Llengües
Al Togo, estat amb 6.191.000 habitants, hi ha llistades 42 llengües, totes vives.
A més del francès que és idioma oficial, al Togo hi ha quatre llengües més que tenen consideració institucional. Aquestes són l'Ewe (862.000 parlants a Togo), el gen (201.000 parlants al Togo), el kabiyè (700.000 parlants en el país) i el tem (204.000 parlants a Togo). A banda d'aquestes que tenen estatus institucional, n'hi ha 18 que estan desenvolupades, 17 que gaudeixen d'un ús vigorós i 2 que es troben en problemes.
Llengues desenvolupades

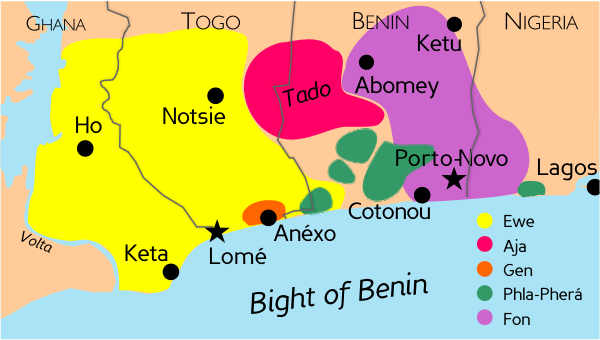
Mapa de la distribució de les diferents llengües gbe

Les 18 llengües desenvolupades (EGIDS 5) del Togo no tenen consideració oficial, però sí que estan normalitzades i estandarditzades. Aquestes són llengües i els parlants només al país:
- Adele (16.300 parlants)
- Aja (153.500 parlants)
- Anufo (57.800 parlants)
- Ditammari (27.500 parlants)
- Fon (35.500 parlants)
- Fulfulde, Borgu (48.200 parlants)
- Gourmanchéma (121.000 parlants)
- Ifè (102.000 parlants)
- Igo (6.000 parlants)
- Ikposo (155.000)
- Konkomba (50.100)
- Lama (llengua) (117.000)
- Lukpa (13.600)
- Miyobe (1.700)
- Moba (189.000)
- Nawdm (146.000)
- Ngangam (46.000)
- Ntcham (100.000)

Llengües vigoroses
Tanmateix, a Togo hi ha 17 llengües que, tot i que no estan estandarditzades gaudeixen d'un ús vigorós (EGIDS 6a) i són parlades per persones de totes les generacions i per això estan fora de perill:
- Aguna
- Akaselem (47.500 parlants)
- Akebu (56.400)
- Anii (12.300)
- Bago-Kusuntu (7.500)
- Biali (2580)
- Bissa (12.000)
- Gbe, maxi (25.300)
- Gbe, waci (366.000)
- Gbe, xwla occidental (21.000)
- Ginyanga (12.000)
- Kpessi (4.000)
- Kusaal (1.200)
- Mbelime (2.300)
- Mòoré (19.700)
- Nago Septentrional (40.000)
- Wudu (2.000)

Llengües en perill
A més a més, al Togo hi ha dues llengües que estan en perill (EGIDS 6b):
- Adangbe (2.000 parlants)
- Delo (5.40)

## Cultura

### Literatura
La literatura togolesa fa referència aquí a tota la literatura, oral i escrita, en una de les llengües del Togo, indígena o importada, escrita principalment per togolesos, incloses les de la diàspora.

#### Literatura oral
La literatura oral tradicional és essencialment proverbis i contes. La tradició oral és la literatura fonamental a l'Àfrica i sobretot al Togo. Els avis, sobretot el vespre de la lluna, expliquen i lleguen la seva història a la futura generació per perpetuar els seus orígens i la seva experiència. Alguns caçadors, també poetes, són també iniciadors de la literatura oral a través de les seves cançons o dels seus contes, ja que tots treballen en col·laboració amb reis o reines per consolidar els rastres racials. Malauradament, en l'antiguitat, els registres o escrits són rars. Tanmateix, alguns coneixements de literatura oral s'han obtingut, per exemple, amb dibuixos sobre fusta o parets que tenen significats particulars, encara que això sigui insuficient. Aquesta literatura oral, els escriptors l'han pogut recapitular avui dia fins a convertir-se en literatura escrita en la llengua local o en una llengua importada com el francès. Els togolesos també han pogut mantenir aquesta tradició oral a través d'una festa nacional.

#### Literatura escrita
La literatura contemporània tracta més aviat de problemes actuals al Togo i a l'Àfrica en general, com una nova onada que va aparèixer als anys vuitanta, a través del teatre. En la història de la literatura togolesa, va ser a partir de 1990 quan realment va començar a sorgir una nova generació d'escriptors. Aquesta nova generació d'autors, que havia escollit el teatre com a principal mitjà d'expressió, estava formada sobretot per opositors als règims segons els pares de l'independentisme. Com que van néixer sota aquests règims, els denuncien com a opressors de les llibertats i mitjançant l'art i el do de l'escriptura teatral, se'n burlen. Els principals autors són Sami Tchak, Kangni Alem, guanyador de l'edició 2003 del Gran Premi de Literatura Negra Africana i fundador de l'Atelier-théâtre de Lomé (ATL), Josué Kossi Efoui, autor de La Malaventure i La Polka i gran premi l'any 1989 del Concurs Interafricà de Teatre per la seva obra Le Carrefour, sense oblidar Komlan Sélom Gbanou, Théo Ananissoh, Richard Lakpassa i tants d'altres, que formen la saba vigoritzadora de la literatura togolesa.
Els autors emergents utilitzen un estil més poètic, menys àcid que el dels seus majors, però igual d'actual. La majoria escriuen per al teatre. Es diuen Gustave Akakpo, Léonard Yakanou, Assem Koffivi o Amadou Kourouma. Són publicats per diverses editorials com L'Harmattan o Lansmann. La majoria treballen en col·laboració amb associacions d'intercanvi cultural o tallers d'escriptura que els permeten donar-se a conèixer i publicar-se (Amazing Travelers, Scripts vagabonds, Récréatrales, Stopover of Scripts).
Hi ha literatures d'algunes llengües indígenes, com l'adangme, l'ewe i l'igo.

### Pintura i arts gràfiques
L'art a Togo és fruit de contingències molt particulars: en primer lloc, políticament el règim va imposar la censura als cercles intel·lectuals durant més de 35 anys; a més, per raons geogràfiques i històriques (ruta de la sal, accés als països sense litoral del Sahel, colonització alemanya i després francesa, etc.), Togo sempre ha estat a la confluència de moltes cultures. Això ha provocat l'aparició d'un art contemporani "primitiu" o "ètnic".
Ja fa uns anys que ha sortit del seu anonimat.
A alguns artistes se'ls ofereix contractes (Comar a Bordeus, Tafa als Estats Units...) on algunes de les seves obres són adquirides per institucions públiques i semipúbliques (Sokey Edorh al Museu Lehmbruck de Duisburg a Alemanya, Papisko a l'ajuntament de Marne-la-Vallée, Larry Otoo d'Unicef, Kossi Assou de Handicap International, Wiz Kudowor de l'Afro American Museum de Dallas als Estats Units, o els frescos d'Osaka al Japó...).

### Música
Tot i que la música togolesa és poc coneguda a Europa, llevat dels especialistes, té grans noms. La cantant Bella Bellow va ser la glòria de tot un poble als anys 70. Avui, Fifi Rafiatou amb la veu encisadora, Afia Mala de Vogan, Monia Tchangai o Nimon Toki Lala de la regió de Kara han pres amb orgull la torxa. Agboti Yao Mawnéna ha tret a la llum un ritme del país dels éwés, el sogo. Als anys 90, en plena repressió, va cantar Ablodé gbadza, que vol dir "independència total" i que li ha valgut l'exili a la veïna Ghana fins avui.
L'artista Jimmy Hope va ser un dels primers "cantants de rock" a l'Àfrica. Els seus textos una mica codificats reflecteixen la nostàlgia i l'amargor de tot un poble reprimit. Ell també es va haver de refugiar a Ghana durant un temps, on va poder gravar els seus discos.
Avui, la música togolesa està representada per Papavi King Mensah, guanyador consagrat del Festival "Cora 2000" a Sun City a Sud-àfrica. Originari del sud-est de Togo, va modernitzar els ritmes de la terra. R'n'B està representat per Ras Lee, Small Popi, Woézépé, Woédi, Djanta Kan...
Dit això, com a tots els països veïns, Togo està travessat per tots els ritmes que s'han tornat gairebé universals, com el zouk, el soukouss, el mapuka, el offbeat-coupé, el zuglu i altres reggaes, així com el gospel. La música togolesa es diversifica per les noves tendències que els artistes cantants han adoptat i continuen adoptant.
Els grups i artistes més recents influenciats pels nous estils internacionals són els de Djanta Kan (hip-hop barrejat amb melodies tradicionals), Assou & Sevi (zouk togolès), Eric MC, Small Poppy (rap en llengua vernacla). Kossi Akpovi va ser el gran representant de la kora a l'Àfrica, reconegut internacionalment. Aquest mestre de la kora feia els seus propis instruments i participava habitualment en festivals internacionals (Métis Nights in Marsella). Joe Coo oficia a la guitarra, la veu i la percussió, en un estil que destaca la tradició.

### Gastronomia
Els togolesos són especialment aficionats a la massa i al fufu o foufou, que formen part de la seva dieta bàsica. La cuina togolesa, encara que poc coneguda, és molt diversa. El fufu és una preparació feta amb nyames. Els nyams es pelen i després es bullen. Un cop fora del foc, es piquen amb el morter. El fufu s'acompanya d'una salsa de crema o fruits secs de palma. Hi ha una gran varietat de plats a Togo.
Begudes tradicionals
- Sodabi, una beguda alcohòlica elaborada amb vi de palma fermentat i destil·lat,
- Deha, vi de palma,
- Lossomissine: cervesa de sorgo
- Tchoukoutou, cervesa de sorgo amb un grau d'alcohol més alt que la Lossomissine,
- Tchapalo, cervesa de sorgo amb un grau d'alcohol més alt que la Tchoukoutou,

### Esports

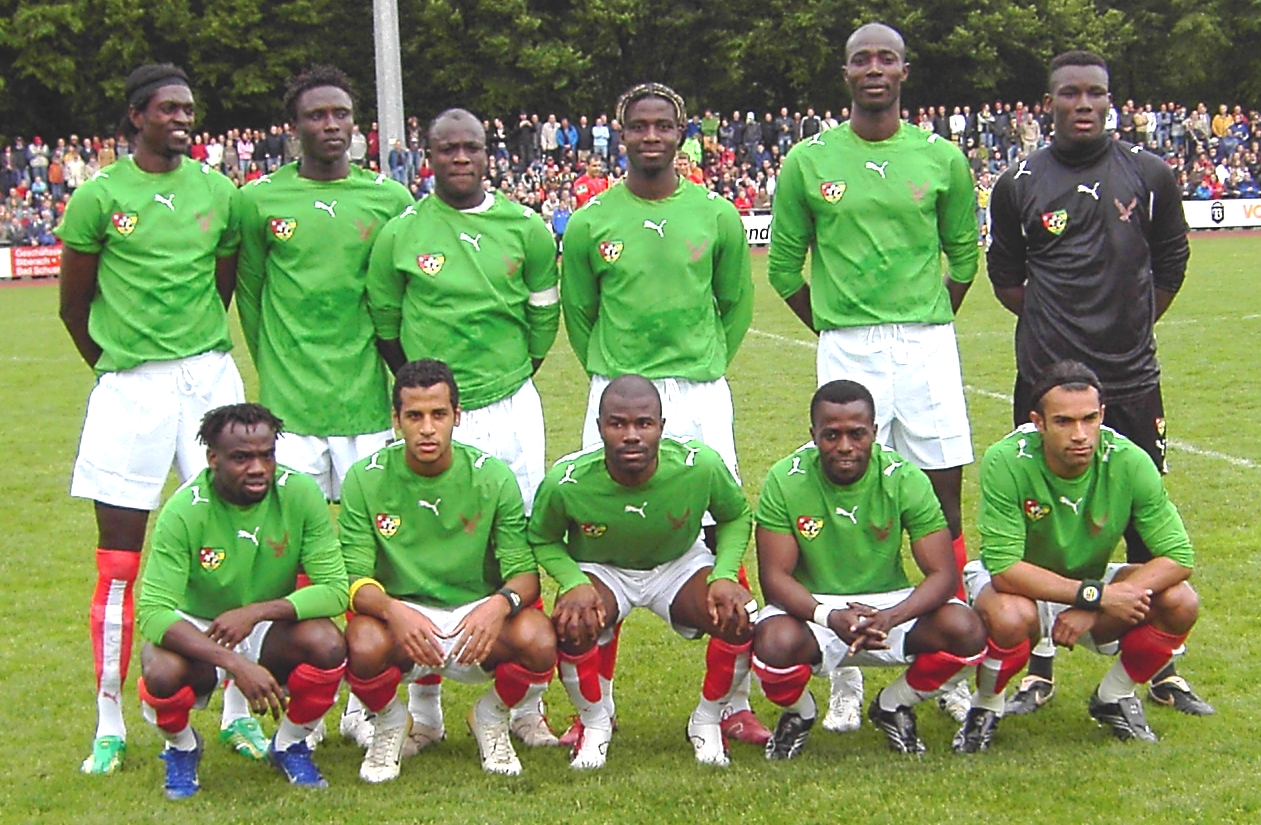
Selecció Nacional de Futbol.

- El Comitè Olímpic de Togo va ser creat en 1963, però no fou reconegut pel COI fins dos anys més tard, l'any 1965. Han participat en totes les edicions a partir de 1972, (excepte 1976 i 1980) i han obtingut fins ara una medalla olímpica (de bronze) en l'edició de 2008 amb el piragüista Benjamin Boukpeti a la modalitat d'"Aigües Braves".[19]
- El 8 de gener de 2010, l'autobús en què viatjava la selecció de futbol va ser tirotejat per rebels angolesos, causant tres morts, entre ells el segon entrenador i el cap de premsa de la selecció.[20] Després d'aquest atemptat la selecció de Togo es va retirar de la Copa d'Àfrica de Nacions.[21]

## Patrimoni de la Humanitat
A Togo, l'únic lloc que hi ha declarat Patrimoni de la Humanitat per la Unesco, és Kutammaku, la terra dels Batammariba, declarat com a tal l'any 2004.
Situat al nord-est del país, la regió de Kutamaku, s'estén fins a la frontera amb Benín. L'estranya forma de les seves edificacions (cases-torre construïdes en tova), s'ha convertit en un dels símbols més importants del país.

## Galeria

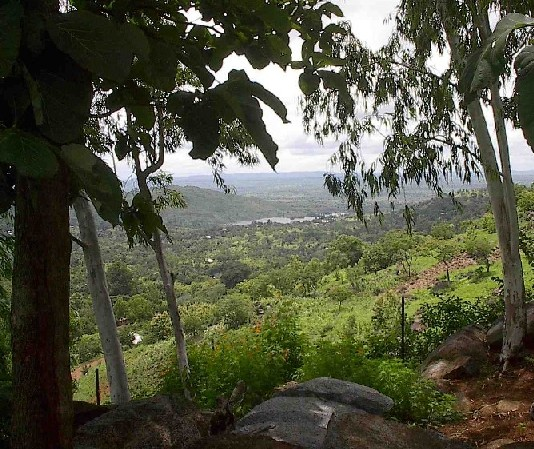
Paisatge dins la regió de la Kara, al Nord del país.
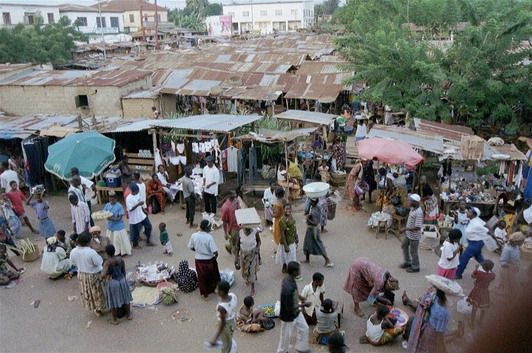
Mercat de Kpalimé.
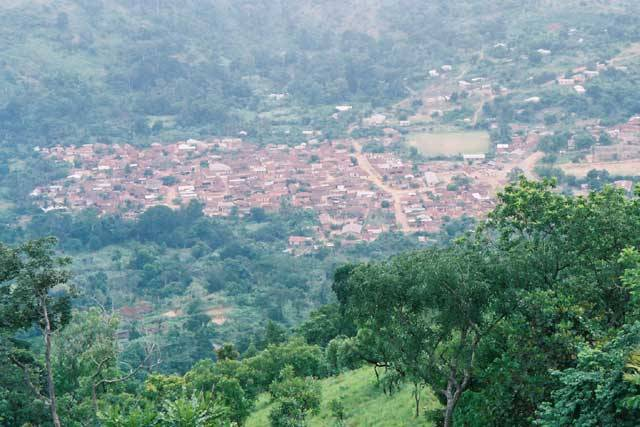
Regió dels Altiplans.
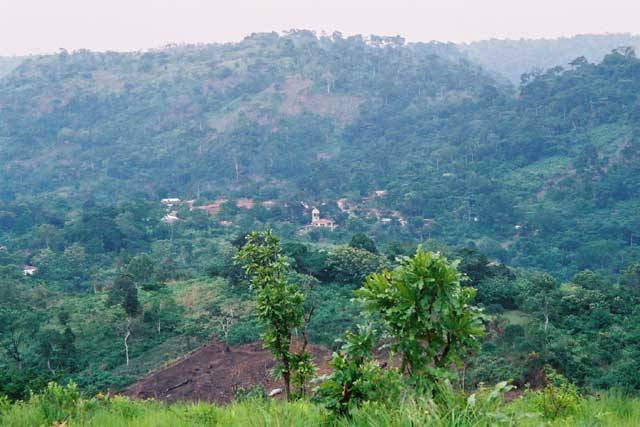
Regió dels Altiplans.
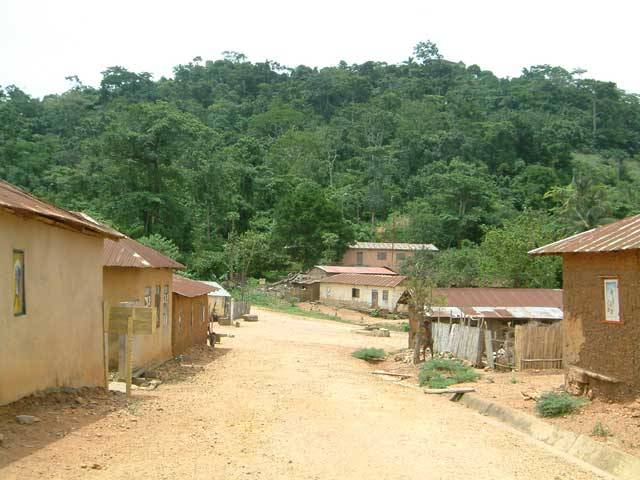
Poble de la regió dels Altiplans.
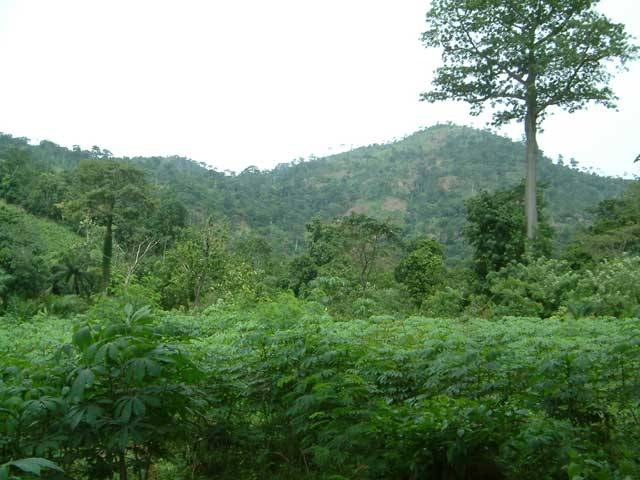
Paisatge verd de la regió.
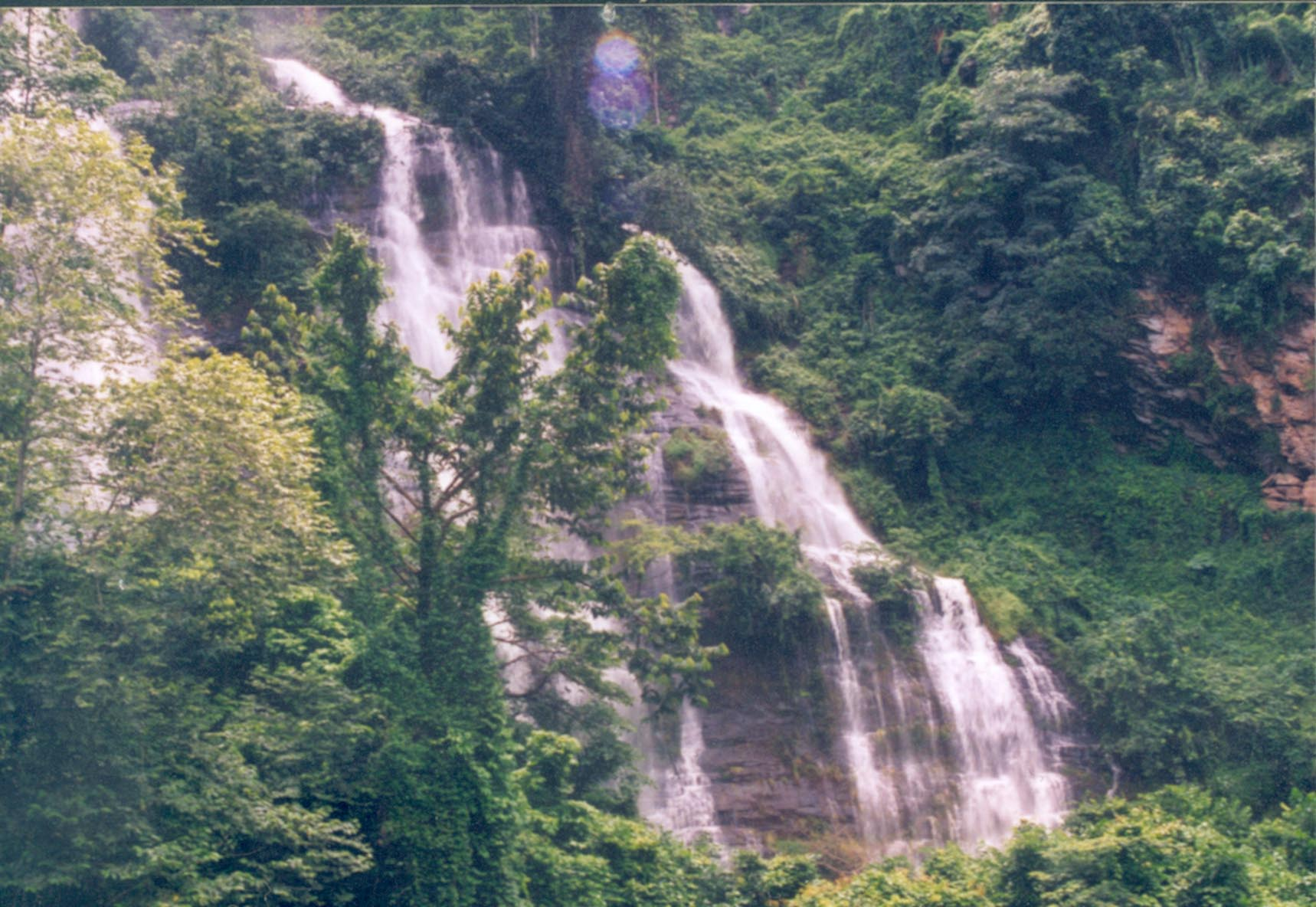
Cascades de Kpalime.